# Charles Rolls
Charles Stewart Rolls (27. kolovoza 1877. – 12. srpnja 1910.), pionir automobilizma i zrakoplovstva. Zajedno s Frederickom Henryjem Royceom osnovao je tvrtku za proizvodnju automobila Rolls-Royce. Bio je prvi Britanac koji je poginuo u zrakoplovnoj nesreći kada se rep njegova Wright Flyera prelomio tijekom letačke demonstracije. Imao je tada samo 32 godine.

## Rani život
Rolls je rođen na Berkeley Squareu u Londonu kao treći sin 1. baruna Llangattocka. Usprkos tome što je rođen u Londonu, održavao je snažne obiteljske veze s domom svojih predaka u The Hendreu blizu Monmoutha, Wales. Nakon pohađanja pripremne škole Mortimer Vicarage u Berkshireu, obrazovao se na Etonskom koledžu gdje je zbog svog rastućeg interesa za strojeve stekao nadimak prljavi Rolls.
Godine 1894. krenuo je na privatni crammer u Cambridgeu što mu je pomoglo da se upiše na Trinity College u Cambridgeu gdje je studirao mehaničke i primijenjene znanosti. Godine 1896. u dobi od 18 godina otputovao je u Pariz radi kupnje svog prvog automobila Peugeota Phaetona te se ondje pridružio Automobilističkom klubu Francuske. Vjeruje se da je njegov Peugeot bio prvi automobil u Cambridgeu i jedan od prvih triju privatnih automobila u Walesu. Kao rani vozački entuzijast pridružio se Društvu za samopokretni promet čiji je cilj bilo ukidanje ograničenja za motorna vozila postavljena Zakonom o crvenoj zastavi (engl. Locomotive Act), te je postao osnivački član Automobilističkog kluba Velike Britanije s kojim se prethodno društvo ujedinilo 1897. godine.
Rolls je 1898. godine diplomirao na Sveučilištu u Cambridgeu i počeo je raditi na parnoj jahti Santa Mariji nakon čega dobiva mjesto u Londonskoj i sjeverozapadnoj željeznici u Creweu. Njegovi talenti više su se krili u prodaji i vozačkom pionirstvu nego u praktičnom inženjerstvu. U siječnju 1903. uz pomoć 6.600 £ njegovog oca započeo je jednu od prvih automobilskih distribucija u Britaniji C.S.Rolls & Co. sa sjedištem u Fulhamu, uvozivši i prodavavši vozila francuskog Peugeota i belgijske Minerve.
Rolls je bio vrlo visok čovjek, otprilike 1,95 m.

## Vanjske poveznice
- famouswelsh.com Više o Charlesu Rollsu
- Transkripcija izvješća o njegovoj smrti u suvremenim novinama
- Stare fotografije Rollsa i britanske kraljevske obitelji[neaktivna poveznica]